# West Keal
West Keal est une paroisse civile et un village du Lincolnshire, en Angleterre.